# Pantenol

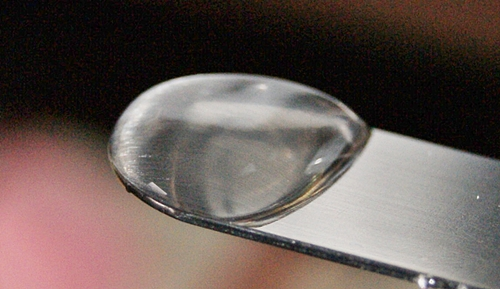
Pantenol är vid rumstemperatur en klar viskös massa.

Pantenol (pantotenol) är den analoga alkoholen till pantotensyra (vitamin B5) och är därigenom ett provitamin till B5. I levande organismer oxideras det snabbt till pantotenat. Pantenol är vid rumstemperatur en svagt gulaktig till klar trögflytande hygroskopisk massa/vätska Det är lösligt i vatten, etanol, metanol och något lösligt i dietyleter och glycerin.
Pantenol förekommer som två enantiomerer, D och L. Bara D-pantenol (dexpantenol) är biologiskt verksam, men båda är hygroskopiska och för kosmetiskt bruk används ibland en racemisk blandning av båda formerna, DL-pantenol.